# Frare de Timor
El frare de Timor (Philemon inornatus) és un ocell de la família dels melifàgids (Meliphagidae).

## Hàbitat i distribució
Habita els boscos de Timor, a les Illes Petites de la Sonda